# Gabriël Quicke
Gabriël (Gaby) Quicke (Sint-Andries, 7 juli 1961) is een Belgisch priester van het bisdom Brugge en hoogleraar aan de KU Leuven.

## Levensloop
Quicke stamt uit een Brugse landbouwersfamilie met zeven kinderen, van wie hij de voorlaatste is. Het gezin werd zwaar getroffen, toen de kinderen nog jong waren, door het auto-ongeval op 16 januari 1967, waarbij de beide ouders het leven lieten. De kinderen werden gastvrij opgenomen in het huis van hun ongehuwde tante Alphonsina Quicke, zus van hun vader, die ze liefdevol opvoedde.
Hij trad binnen in het seminarie van Brugge, werd in 1986 tot diaken en op 28 juni 1987 tot priester gewijd. Hij behaalde in 1983 aan de Katholieke Universiteit Leuven de kandidatuur in de klassieke filologie en in 1986 het baccalaureaat in de theologie. Hij studeerde vervolgens in Rome aan de universiteit Gregoriana en behaalde er het licentiaat in de theologie in juli 1989. 
Hij werd daarop leraar godsdienst en geschiedenis in het Klein Seminarie in Roeselare. Hij werd in 1992 professor aan het Grootseminarie van Brugge en werd er directeur. Hij doceerde psychologie (inleiding en algemene psychologie, persoonlijkheidspsychologie, ontwikkelingspsychologie, godsdienstpsychologie en sociale psychologie), filosofische antropologie, judaïsme, islam, Bijbels Grieks en Latijn. Hij was tevens verbonden aan de Katholieke Hogeschool Brugge-Oostende (KHBO), waar hij aan de kinesisten en ergotherapeuten godsdienst en filosofie doceerde.
Vanaf 1994 was hij gouwproost voor de KSA in West-Vlaanderen. 
In april 2007 werd hij tot 'priester in zending' benoemd in Libanon aan het grootseminarie van Harissa, ten noorden van Beiroet. Aan dit grootseminarie doceerde hij Bijbels Grieks, theologie en filosofie. Hij was ook aalmoezenier aan de Université Saint-Joseph in Beiroet voor de departementen rechten, economie en management. Hij bood ook hulp in het Palestijnse vluchtelingenkamp van Dbayeh. Tijdens die periode leerde hij verder Arabisch, een studie die hij vanaf 2005 was begonnen.
In maart 2009 volgde hij Johan Bonny op als staflid van de Pauselijke Raad ter Bevordering van de Eenheid van de Christenen. Hij was er verantwoordelijk voor de dialoog met de oosters-orthodoxe christenen.
Hij woonde in het Belgisch College in Rome en predikte in de Friezenkerk in deze stad.
In 2011 promoveerde hij aan het Angelicum tot doctor in de theologie met de thesis Saint Augustine. A Spiritual Guide for Ecumenism Today. A Study of the Tractatus in Iohannis Evangelium. In september van het zelfde jaar werd hij benoemd tot professor aan het Angelicum.
In 2014 werd hij tot kapelaan van de paus benoemd en voerde hij de titel monseigneur.
Hij werd lid van de adviesraad van het tijdschrift Sacris Erudiri, onderdeel van het Corpus Christianorum (Brepols Publishers, Turnhout).
Op 1 september 2018 werd hij president van het Heilige Geestcollege en het Leo XIII-seminarie in Leuven, twee studentenresidenties van de KU Leuven. Hij volgde in deze functies priester Marc Steen op. Op 1 september 2021 volgde Reimund Bieringer hem in beide functies op.
Hij werd tevens professor aan de Faculteit Theologie en Religiewetenschappen.
Quicke was ook provisor van de Koninklijke Belgische Kerk en Stichting Sint-Juliaan-der-Vlamingen in Rome. In september 2021 volgde hij Hugo Vanermen op als rector van de Koninklijke Belgische Kerk en de Stichting Sint-Juliaan der Vlamingen en afgevaardigd beheerder van de Fondation Lambert Darchis in Luik en Rome.

## Publicaties

### Boeken
- Om de vriendschap ondereen. Over jeugdbeweging, geloof en kerk, Uitgeverij Halewijn, Antwerpen, 2003.
- Augustinus, een reisverhaal, Uitgeverij Halewijn, Antwerpen, 2007.
- Saint Augustine. A Spiritual Guide for Ecumenism Today. A Study of the Tractatus in Iohannis Evangelium, Pontificia Studiorum Universitas a s. Thoma Aq. in Urbe, Romae, 2011.
- Come Love with Me: Augustine as Spiritual Guide, Paulist Press (USA-Mahwah), New Jersey, 2015.
- Brug van Barmhartigheid, Uitgeverij Halewijn, Antwerpen, 2016.
- God zegene en beware je, Uitgeverij Halewijn, Antwerpen, 2017.
- Spirituele verkenning van de christenen in het Midden-Oosten, Gompel&Svacina, Oud-Turnhout / 's-Hertogenbosch, 2018.
- ‘Als een Arend Herleeft mijn Jeugd’. Over Jong Worden in Christus, Uitgeverij Halewijn, Antwerpen, 2018.
- “Augustine of Hippo as promoter of unity.” Agustín de Hipona como Doctor Pacis: estudios sobre la paz en el mundo contemporáneo, Edited by Anthony Dupont, Enrique Eguarte Bendímez and Carlos Alberto Villabona, Bogotá, Editorial Uniagustiniana, 2018, p. 83-112.
- Maria, de waardigheid van de aarde, 11de Scherpenheuvellezing,  Augustinus' visie op de moeder van Christus, Halewijn, Antwerpen, 2019.
- A Spiritual Discovery of Christians in the Middle East, Gompel&Svacina, Oud-Turnhout / 's-Hertogenbosch, 2020.
- Zorg voor de ziel. Augustinus inspireert, Halewijn, Antwerpen, 2021.
- Van ontmoeting naar gastvrijheid, Halewijn, Antwerpen, 2021.
- The Spirituality of Saint Augustine. A Breath of Fresh Air for our Times, Gompel&Svacina, Oud-Turnhout / 's-Hertogenbosch, 2022.
- ‘The Concept of the Church According to Saint Augustine’, in Samanvayam Contextual Theology - Series 13, Mystery of the Church. Models and Images, Editor Naiju Jose Kalambukattu CMI, ISPCK, Delhi, 2022, p. 111-123.
- Feest vieren met Augustinus. Laat de liefde de wacht houden, Gompel&Svacina, Oud-Turnhout / 's-Hertogenbosch, 2023.
- De taal van het hart. Over gebed en meditatie, Gompel&Svacina, Oud-Turnhout / 's-Hertogenbosch, 2024.
- Dall’incontro all’ospitalità, Gangemi Editore International, Roma, 2024.
- San Giuliano dei Fiamminghi, (Text: Italiano, Nederlands, Français, English), Gangemi Editore International, Roma, 2024.
- (Gabriel Quicke-Dries Vanysacker) Sport. Spiritualità e gioia, (Text: Italiano, Français, English), Gangemi Editore International, Roma, 2025.
- De pelgrimerende kerk, Gompel&Svacina, Oud-Turnhout / 's-Hertogenbosch, 2025.

### Artikelen
- L’Osservatore Romano (januari 2009-2018)
- Dialogo ecumenico tra la Chiesa cattolica e la Chiesa ortodossa Copta, in: Ecclesia Mater (1) 2012, p. 41-45.
- I rapporti ecumenici tra le Chiese cattolica e Armena Apostolica, in: Ecclesia Mater (3) 2012, p. 166-173.
- Il Dialogo ecumenico tra la Chiesa cattolica e la Chiesa Assira d’Oriente, in Ecclesia Mater (1) 2013, p. 42-46.
- Light of the East: Insights for the West from Eastern Christianity, in: Chicago Studies, July 2014.
- San Agustín como guía espiritual en el camino ecuménico, in Mayéutica, Volume 42, Issue 94, Julio/Diciembre 2016, p. 251-261.
- Zo gaan wij samen de weg van de liefde, in: De weg met Augustinus, Augustinusdag 2017, Augustijns Historisch Instituut, 2017, p. 5-55.
- The Role of the Pontifical Council for Promoting Christian Unity in the Ecumenical Dialogue with the Oriental Orthodox Churches, in: Christian Orient, A Journal of Eastern Churches for Creative Theological Thinking, Dec 2019, p. 231-244.
- The Role of Pope Francis in Ecumenism, in Encounter. A Journal of Interdisciplinary Reflections of Faith and Life, vol 10 (2), 2019, July-December, p. 27-47.
- Mary, ‘The Dignity of the Earth’. Augustine’s Vision of the Mother of Christ, in Eastern Journal of Dialogue and Culture, vol.13 (1), 2020, January-June, p. 99-120.
- ‘Let Christ stay awake in you’: the Dynamics of Faith and Catechumenate in the Vision of Augustine, in Encounter. A Journal of Interdisciplinary Reflections of Faith and Life, vol 12 (2), 2021, July-December, p. 18-34.
- Résonances augustiniennes du parcours synodal, Nouvelle Revue Théologique, NRT 145 (2023), p. 241-253.